# Lukas K. Pokorny
Lukas K. Pokorny (* 1980 in Wien) ist ein österreichischer Religionswissenschaftler.
Seit Mai 2016 ist Pokorny Lehrstuhlinhaber für Religionswissenschaft an der Universität Wien. In seiner Forschung befasst er sich mit Millenarismuskonzeptionen, neuen religiösen Bewegungen, ostasiatischen Religionen, moderner Esoterik und Religionen in Österreich.

## Leben
Lukas Pokorny absolvierte an der Universität Wien Studien der Philosophie (Mag. phil. 2004; Dr. phil. 2008), Koreanologie (Mag. 2006), Religionswissenschaft (Mag. 2008), Geschichte (Mag. phil. 2009) und Advanced Theological Studies (M.A. 2014). Von 2006 bis 2010 war er wissenschaftlicher Mitarbeiter am Institut für Ostasienwissenschaften der Universität Wien. Von 2011 bis 2013 war er zunächst Bruce Lecturer in East Asian Religions (2011–2013) und hiernach Senior Lecturer in Religious Studies (2013–2016) an der School of Divinity, History and Philosophy der Universität Aberdeen. Von 2013 bis 2015 war er zudem Visiting Researcher in East Asian Religions am Department of Oriental Languages der Universität Stockholm. Im Sommer/Herbst 2014 übernahm er eine Gastprofessur für Religionswissenschaft an der Division of Humanities and Fine Arts der Chaminade University of Honolulu. Im Mai 2016 wurde Pokorny als Universitätsprofessor für Religionswissenschaft an die Universität Wien berufen.
Studien- und Feldforschungsaufenthalte führten ihn nach China, Südkorea, Japan und Vietnam.

## Schriften (Auswahl)
- Ontologische Parallelen im Neuplatonismus und Neokonfuzianismus. Salomon ibn Gabirol und Yi Yulgok. Praesens Verlag, Wien 2008, ISBN 978-3-7069-0526-8.
- Das Schreiben von Geschichte. Epistemologische Reflexionen. Lit Verlag, Wien 2011, ISBN 978-3-643-50365-7.
- als Herausgeber mit Franz Winter: Handbook of East Asian New Religious Movements. Brill, Leiden und Boston, 2018, ISBN 978-9-004-36205-5.
- als Herausgeber mit Franz Winter: The Occult Nineteenth Century: Roots, Developments, and Impact on the Modern World. Palgrave Macmillan, Cham 2021, ISBN 978-3-030-55317-3.
- als Herausgeber mit Laurence Cox und Ugo Dessì: East Asian Religiosities in the European Union: Globalisation, Migration, and Hybridity. Brill Schöningh, Paderborn 2024, ISBN 978-3-506-79466-6.
- als Herausgeber mit Astrid Mattes: Taking Seriously, Not Taking Sides: Challenges and Perspectives in the Study of Religions. Brill Schöningh, Paderborn 2024, ISBN 978-3-506-79660-8.
- als Herausgeber mit Franz Winter: Appropriating the Dao: The Euro-American Esoteric Reception of China. Bloomsbury, London und New York 2024, ISBN 978-1-350-28956-7.

Pokorny ist Mitherausgeber der Zeitschriften Religion in Austria und Vienna Journal of East Asian Studies.